# Regideso

Logo de la Regideso

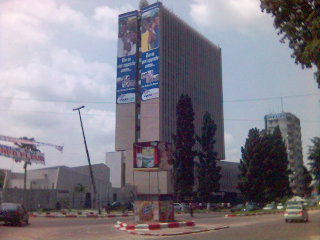
Siège de la Regideso à Kinshasa

La Regideso (pour Régie de distribution d'eau) est une entreprise publique dont le siège officiel se trouve en République démocratique du Congo, chargée de la distribution d'eau potable sur l'ensemble du territoire national, autant en zone urbaine qu'en zone rurale.

## Histoire
La compagnie a été créée en 1939.
Au début du XXIe siècle, l'entreprise, alors présidée par Masika Yalala, se trouve en difficulté. Un plan de redressement est élaboré en 2020 par les cadres dirigeants,,.